# 黃正銘

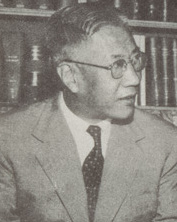
黃正銘

黄正铭（1903年10月2日—1973年5月23日），字君白，浙江省宁海县城东门人。中华民国法学家、法官，並曾任司法院大法官。

## 生平
黄正铭最初入柏屏学堂学习，后来入宁海县立正学高等小学堂，此后入宁波的浙江省立第四中学。毕业后，到正学小学堂担任英语教师。民国13年（1924年），考入南京国立东南大学政治系。毕业获得法学士学位。后来，参加浙江省选拔县长考试，取得第一名，任太平县（今温岭县）县长一年，此后调任杭州市民政科科长。不久，参加官费留学考试，因主事人从中舞弊，虽然成绩及格但仍未获批准出国。黄正铭多方筹款，最终在民国22年（1933年）留学英国，入伦敦政治经济学院。民国25年（1936年），获政治经济学博士学位。
1936年，回国任国立中央大学政治系教授，民国32年（1943年）升系主任。民国35年（1946年）春，作为中国外交部代表团顾问，随团赴法国巴黎参加第二次世界和平会议。民国36年（1947年），任国民政府外交部亚东司司长。民国38年（1949年），随外交部驻广州数个月，其后转赴台湾，任国立台湾大学政治系教授，兼国立政治大学政治研究所教授。1952年，当选为大法官。
1973年5月23日，黄正铭於台北市病逝。

## 著作
黄正铭一生曾赴法国、日本、印度、西德等国参加学术会议。去世后，家属遵照其遗嘱，将其收藏的图书全部捐给台湾中国文化大学图书馆，辟为“君白文库”。黄正铭的主要著作有：
- 《国际公法》
- 《政治经济学》
- 《中国外交史》
- 《中国外交史论》
- 《战时国际公法》